# 哈特菲尔德
哈特菲尔德（英語：Hatfield），英格兰赫特福德郡的一個鎮和民政教區。曾拥有世界上第一条喷气式客机生产线，德哈维兰慧星。

## 历史

### 萨克森到中世纪
萨克森时代的哈特菲尔德还是一个小村，到了公元1226年正式出现在历史记录终，当时英国国王亨利三世将哈特菲尔德分封给艾利主教（Bishop of Ely），在老哈特菲尔德保留了很多历史建筑都始建于13世纪。哈特菲爾德莊園建立於1611年。

### 维多利亚时期
哈特菲尔德旧城慢慢壮大，哈特菲尔德至今依然存在的八钟旅馆是狄更斯小说《雾都孤儿》中的一幕，因为穿过们哈特菲尔德旧城的曾经的大北部公路是出伦敦北行的重要驿站。

### 20世纪
二战时期德哈维兰飞机公司在和特菲尔德的出现使这座镇得到了快熟发展。
二战过后，哈特菲尔德被设计成为一个“新城”，拥有许多现代花园城市的痕迹。
1992年，英国航空集团关闭了哈特菲尔德地区的工厂，关闭过后的厂区用于拍摄电影和电视剧，如电视剧《兄弟连》、斯皮尔伯格的电影《拯救大兵瑞恩》等等
然后，在前英航厂区的厂址上成立了哈特菲尔德商业园，赫特福德大学也将其一个校区搬入哈特菲尔德商业园，带来了大量的人口增长。

## 休闲和购物
哈特菲尔德拥有一个游泳池，两个运动中心，一个9屏幕的电影院，一个购物中心The Galleria，和两个超市ASDA与Tesco。

## 交通
哈特菲尔德镇位于伦敦市中心北部20英里处，高速公路A1(M)从该镇经过，离卢顿机场14公里，该镇以南5英里处是M25伦敦环城高速公路。主要的铁路线路也穿城市而过。该地曾发生过脱轨事故。

## 外部連結
维基共享资源上的相關多媒體資源：哈特菲尔德